# Campeonato Asiático de Atletismo de 2023 - Lançamento de dardo masculino
A prova do lançamento de dardo masculino do Campeonato Asiático de Atletismo de 2023 foi disputada no dia 16 de julho de 2023, no Estádio Nacional, em Banguecoque, na Tailândia.

## Recordes
Antes desta competição, os recordes mundiais e do campeonato nesta prova eram os seguintes:
|                       | Nome            | Nacionalidade | Distância | Local | Data                 |
| --------------------- | --------------- | ------------- | --------- | ----- | -------------------- |
| Recorde mundial       | Jan Železný     | Chéquia       | 98m 48cm  | Jena  | 25 de maio de 1996   |
| Recorde do campeonato | Cheng Chao-tsun | Taipé Chinesa | 86m 72cm  | Doha  | 22 de abril de 2019  |
| Recorde asiático      | Cheng Chao-tsun | Taipé Chinesa | 91m 36cm  | Taipé | 26 de agosto de 2017 |

## Medalhistas
| Ouro             | Prata                             | Bronze               |
| Genki Dean (JPN) | Devarakeshavi Prakasha Manu (IND) | Muhammad Yasir (PAK) |

## Cronograma
Todos os horários são locais (UTC+7)
| Data        | Hora  | Evento |
| ----------- | ----- | ------ |
| 16 de julho | 15:20 | Final  |

## Resultado final
A final ocorreu no dia 16 de julho às 15:20.
| Posição           | Atleta                      | Nacionalidade | #1    | #2    | #3    | #4    | #5    | #6    | Resultados | Notas |
| ----------------- | --------------------------- | ------------- | ----- | ----- | ----- | ----- | ----- | ----- | ---------- | ----- |
| Medalha de ouro   | Genki Dean                  | Japão         | 77.30 | 77.69 | 81.27 | 83.15 | 79.46 | x     | 83.15      |       |
| Medalha de prata  | Devarakeshavi Prakasha Manu | Índia         | 78.22 | 79.83 | x     | 78.78 | 75.35 | 81.01 | 81.01      |       |
| Medalha de bronze | Muhammad Yasir              | Paquistão     | 67.16 | x     | 67.38 | 73.96 | 74.90 | 79.93 | 79.93      |       |
| 4                 | Niu Heqing                  | China         | 74.60 | 75.36 | 74.33 | x     | x     | x     | 75.36      |       |
| 5                 | Ryohei Arai                 | Japão         | x     | x     | 72.31 | x     | 69.65 | 72.43 | 72.43      |       |
| 6                 | Artur Gafner                | Cazaquistão   | 69.79 | 71.89 | 70.51 | 71.85 | x     | 68.83 | 71.89      |       |
| 7                 | Cheng Chao-tsun             | Taipé Chinesa | x     | x     | 66.37 | 69.54 | x     | 67.30 | 69.54      |       |
| 8                 | Wachirawit Sornwichai       | Tailândia     | 64.15 | 64.08 | 60.58 | x     | 62.16 | 62.07 | 64.15      |       |
| 9                 | Watcharakiat Zuesat         | Tailândia     | 63.55 | x     | 60.93 |       |       |       | 63.55      |       |
| 10                | Abdul Hafiz                 | Indonésia     | 62.53 | x     | 59.09 |       |       |       | 62.53      |       |
| 11                | Ricky Hui Wai Hei           | Hong Kong     | 60.03 | 58.18 | 57.70 |       |       |       | 60.03      |       |
| 12                | Kittipong Janduang          | Tailândia     | 53.75 | 54.39 | 53.86 |       |       |       | 54.39      |       |

Legenda
| Recorde mundial       | Recorde mundial (World record)               |                       | Recorde africano                      | Recorde africano (African) |                                           | Q | Classificado por posição (Qualified) |
| Recorde do campeonato | Recorde do campeonato (Championship record)  | Recorde da América    | Recorde da América (Americas)         | q                          | Classificado por melhor tempo (Qualified) |   |                                      |
| Melhor marca do ano   | Melhor marca do ano (World leading)          | Recorde asiático      | Recorde asiático (Asian)              | DNS                        | Não largou (Did not start)                |   |                                      |
| Recorde nacional      | Recorde nacional (National record)           | Recorde europeu       | Recorde europeu (European)            | DNF                        | Não terminou (Did not finish)             |   |                                      |
| Recorde pessoal       | Recorde pessoal do atleta (Personal best)    | Recorde da Oceania    | Recorde da Oceania (Oceania)          | DSQ / DQ                   | Desclassificado (Disqualified)            |   |                                      |
| Recorde da temporada  | Recorde da temporada do atleta (Season best) | Recorde sul-americano | Recorde sul-americano (South America) | NM                         | Sem marca (No mark)                       |   |                                      |